# 鐵達尼號二等和三等艙設施
英国皇家邮轮泰坦尼克号二等舱和三等舱设施与当时其他船上的许多头等舱设施一样舒适宽敞。虽然二等舱与三等舱所占空间比例比头等舱要小得多，但还是有几间舒适、宽敞的公共房间。并且泰坦尼克号还配备了供二等舱乘客使用的电梯，这在当时实为罕见。
三等舱对时间和设施的标准也令人感到舒适。一间餐厅每日会为乘客提供三顿简单但却丰盛的餐点，而当时许多船只都强迫三等舱旅客自备航行中的食物。

## 二等舱

### 居宿区域

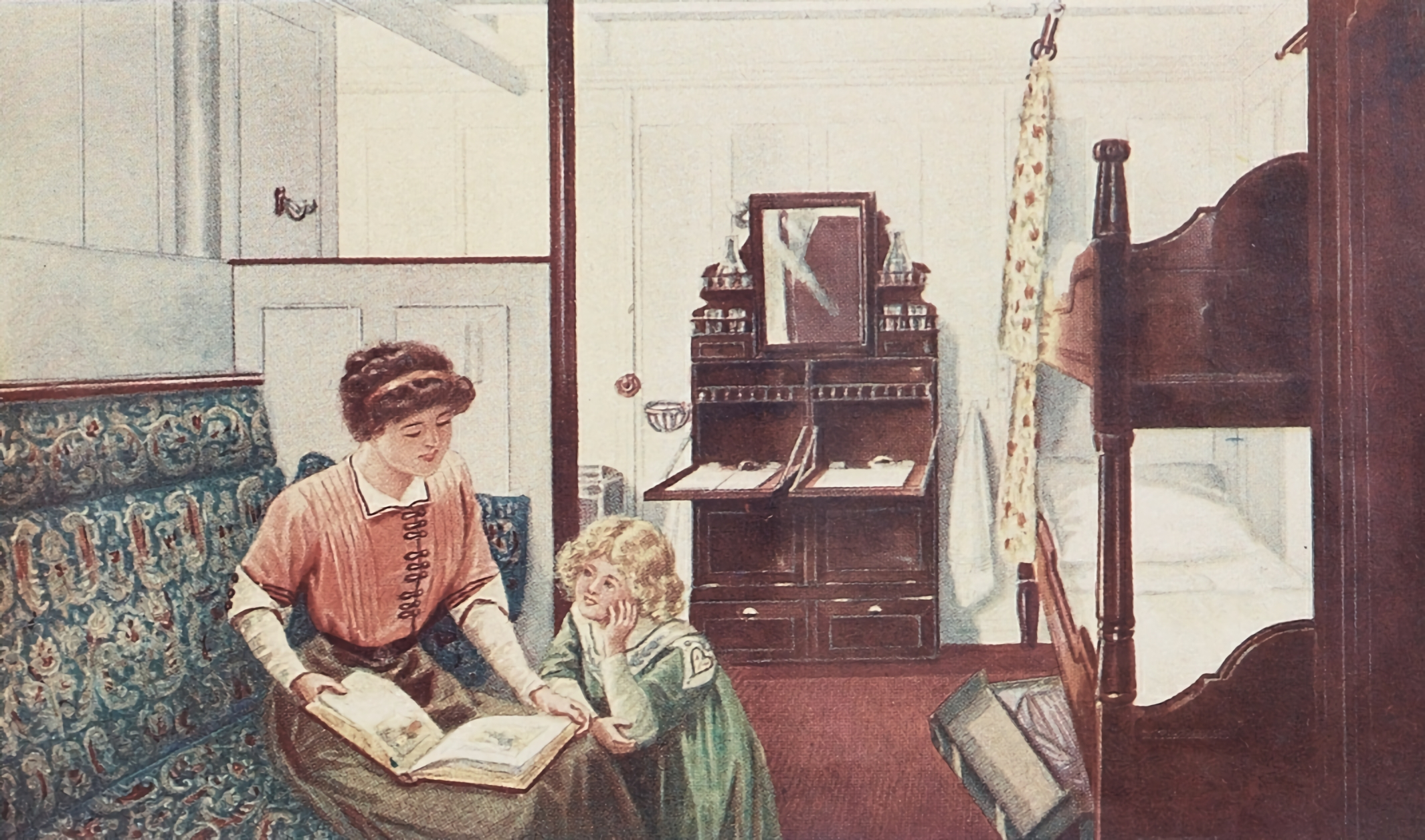
描绘泰坦尼克号二等舱的插图

二等舱的大部分客舱位于船的中后方，位于D甲板和F甲板之间。E甲板舱室也多为二等舱；在视觉和便利性方面，它们与标准的头等舱相差无几。这些房间与头等舱极其相似，有一个很好的例子予以说明——E甲板的大部分二级舱位都可做头等舱备用舱，这意味着，虽然它们通常预留给二级舱，但在需求旺盛的情况下，会优先分配给头等舱。E1至E42号房间就是头等舱/二等舱备用舱室。当其中一个供不应求时，它们可以灵活转换。
二等舱非常舒适，有光滑的漆成白色的橡木镶板，油毡地板，由大沙发、衣橱和梳妆台组成的整套桃花心木家具，梳妆台上还有脸盆、镜子和储物架。所有的水龙头都与位于船内深处的大型淡水水箱相连，许多房间的架子上都装有倾斜的脸盆，其可以折叠起来放进橱柜以节省空间。多人间则以性别分开，因此单身男女经常要与另一个单身同性共享房间。与头等舱不同的是，头等舱提供了许多带有私人浴室的房间，而二等舱浴室设施都是共用的。公共厕所和浴室以舱梯分隔，按性别划分。乘客可以藉由乘务员的通知来洗澡。被褥也每日都在更换。

### 公共区域
二等舱为乘客提供了宽敞的阅读休息室，吸烟室，户外漫步走廊以及餐厅。乘客还可以在E甲板主楼梯的理发馆与事务长办公室里存放贵重物品。二等舱有两个楼梯——其中前侧主要的楼梯和一台电梯连通了救生艇甲板与F甲板，这是第一台出现在远洋班轮二等舱的电梯。另一个楼梯则连通了B甲板与F甲板，可直达阅览室和吸烟室。与头等舱的楼梯相比，它们的设计更为朴素;栏杆全为橡木制作，地板上铺着红白相间的油毡。

#### 漫步甲板

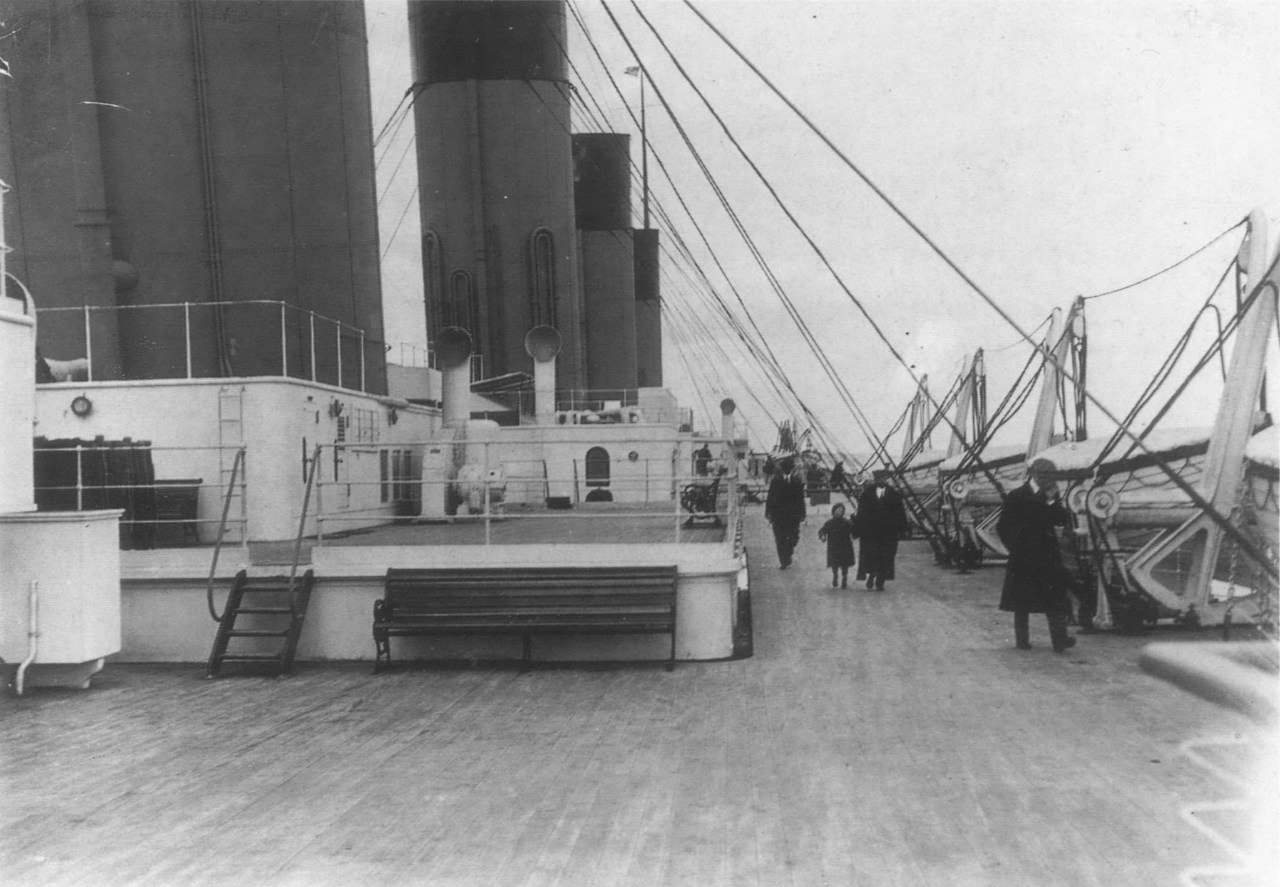
泰坦尼克号主甲板二等舱部分

二等舱有三个独立的户外散步区。其中最主要的是一条长145英尺，位于救生艇甲板末端的露天漫步走廊，它环绕着头等舱吸烟室的凸起屋顶，與3、4號煙囪。甲板上安装了一个小的舱室作为二等舱入口，从那里可以到达电梯和主楼梯。在这里的甲板上装着有木板条的锻铁长凳，还有柚木躺椅可供租赁，其需3先令或1美元，可在整个航程中使用。
另外两条漫步走廊位于B和C甲板上，围绕着吸烟室和阅览室。C甲板的走廊为84英尺长，用钢制框架和玻璃窗围起来。它通常作为孩子们玩耍的地方。

#### 阅览室

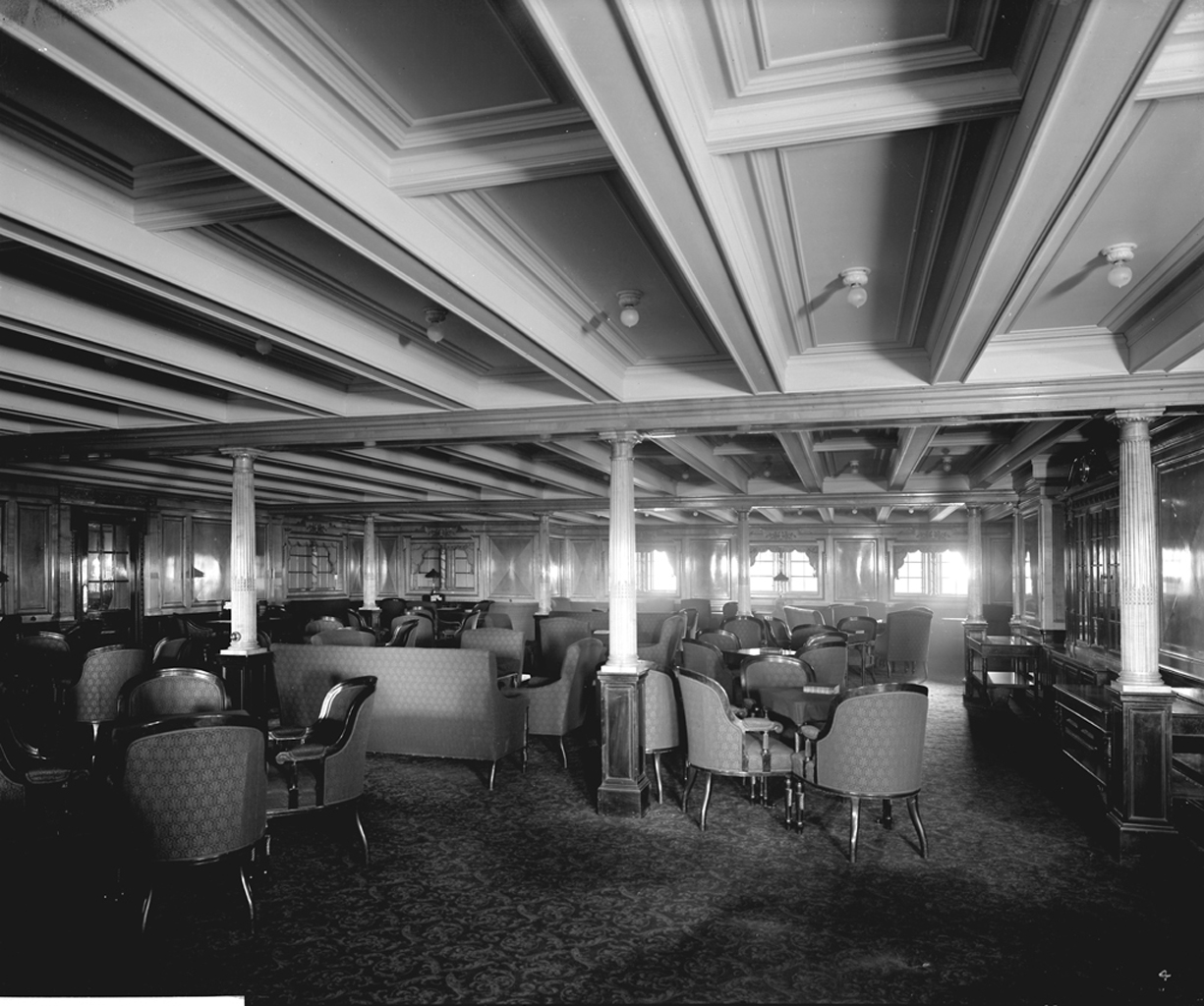
奥林匹克号上的二等舱阅览室

阅览室位于C甲板上，上层建筑的尾部，从这里可以俯瞰到尾井甲板和尾楼甲板。其以亚当风格装饰，镶以浅色的梧桐木和深色的桃花心木，对比鲜明。房间里到处都是有凹槽的、漆成白色的木柱，支撑着一个格子形的石膏天花板。房间里摆着桃花心木的椅子和桌子，窗子旁边放着带有台灯的写字台，还有一个用作借阅的大书柜。这个房间结合了阅览室、休息室、书写室和客厅的功能。

#### 吸烟室

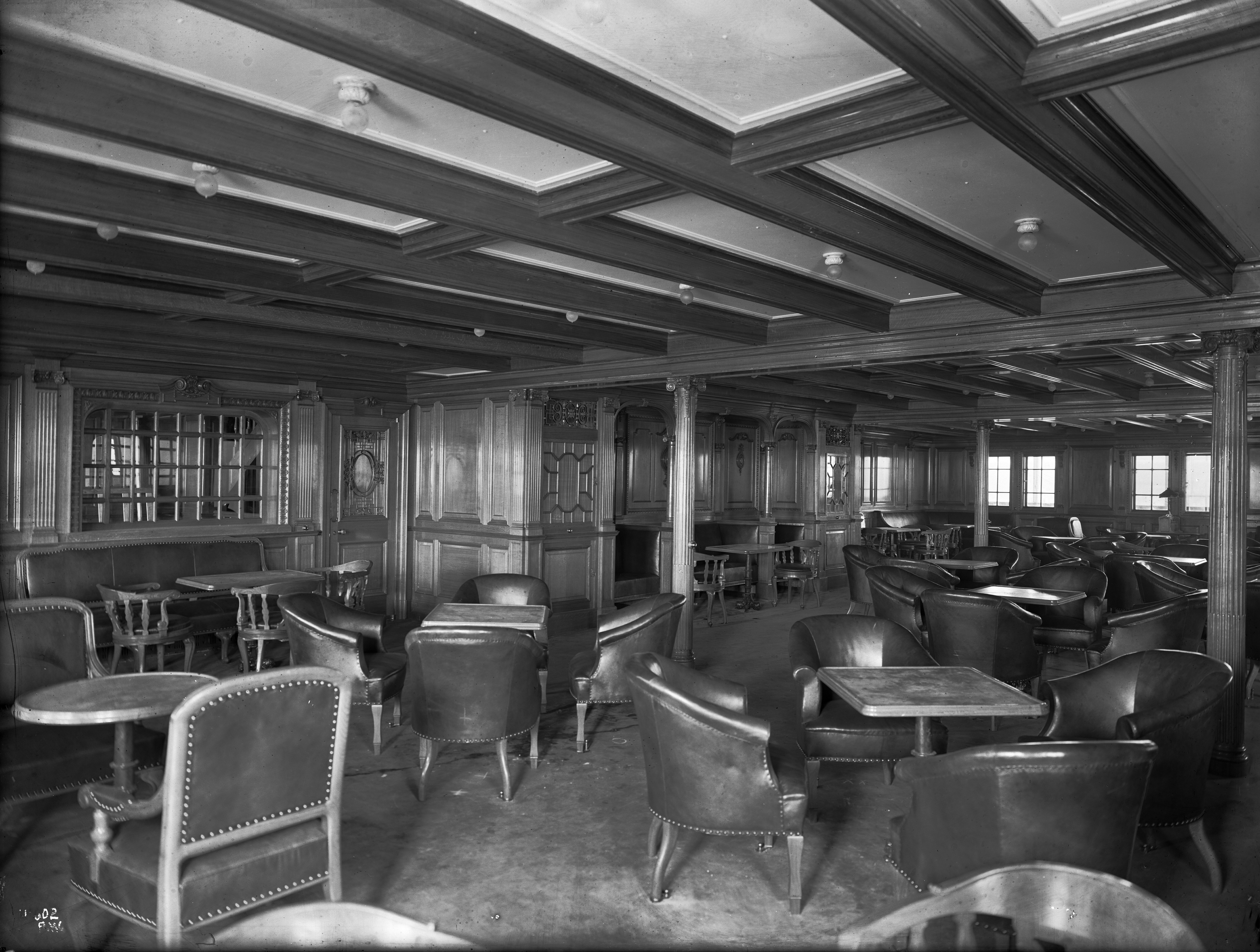
二等舱吸烟室

吸烟室与头等舱的相同，只对男性开放。它位于阅览室正上方。其以路易十六风格装饰，用橡木做镶板，并铺设了油毡瓷砖。橡木制作的俱乐部椅上铺有绿色摩洛哥革，围绕在方桌四周，以供玩牌。这里由一间邻接酒吧的服务员供应饮料和雪茄，还有一个盥洗室与之相接。

#### 餐厅
二等舱餐厅位于D甲板尾部，与稍远一点的头等舱餐厅共用一个厨房。尽管其面积只有后者的一半，但仍达70英尺长，足以容纳394名乘客同时就餐。二等舱餐厅通过舷窗来照射自然光，并使用橡木做镶板，铺着油毡地板。与头等舱舒适的座位形成对比，这里有一排排平行的长方形餐桌，红色皮革装饰的桃花心木旋转椅用螺栓固定在地板上(虽然在设施上和泰坦尼克号的头等舱存在差距，但这在其他船上也是头等舱的标准配置)。

### 幸存文物
泰坦尼克二等舱公共区域都已经面目全非，因为它们位于船尾，此处的甲板已完全被压扁。唯有C甲板上的钢壳房间，包括二等舱的楼梯间与阅览室，与曾被遮着的漫步走廊，以及其封闭的窗户一起，尚可辨认。
在2004年拍卖会之前，奥林匹克号上公共区域的一部分在英国諾森伯蘭郡的哈尔特希尔涂料厂（Haltwhistle Paint Factory）保存了多年。其中包括镶板、带壁柱的门廊、餐厅的模子、二等舱事务长办公室的窗户和边框，以及二等舱楼梯的镶板和窗户。位于谢菲尔德的卡特勒大厅(Cutler's Hall)的银色门厅里安装了部分来自于奥林匹克号阅览室的梧桐木和桃花心木镶板。

## 三等舱

### 居宿条件

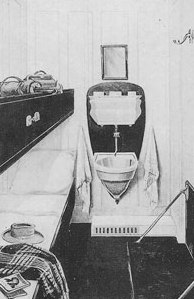
描绘泰坦尼克号上典型三等舱室的插画

尽管泰坦尼克号三等舱乘客在船上的空间比例最小，设施也很少，但相比其许多竞争对手所提供的明显更为舒适（泰坦尼克号的三等艙在许多标准上媲美其他同時代輪船的頭等艙）。白星航运以在三等舱提供特别优质的服务而闻名，这使其在跨大西洋旅客服务中获利颇多。事实上，相较其他船只的三等舱乘客，泰坦尼克号上的低收入移民乘客都住在不超过10人的私人舱室里。
三等舱的舱位设在船上最不理想的地方，其位于船两头的下层甲板上，乘客要忍受引擎的噪音和震动。单身男性被安置在船头，单身女性和家庭被安置在船尾，家庭通常占据更大的船舱。按照当时的标准船舱来说这些舱室颇为宽敞，但通常形状并不规则，以符合船的尾部和船头部分的曲度。三等舱与二等舱在价位和外观上都非常相似，唯一主要的区别是缺少衣柜和不同风格的脸盆。房间用白漆松木镶板装饰，铺着橙红色的油毡地板，还有洗脸盆、床垫和白星公司被褥（唯一的例外是单身男性，他们只得到草填充的床垫和毛毯）。另外与头等舱和二等舱不同的是，船上700多名三等舱乘客，却只有两个浴缸可供洗澡。

### 公共区域
除了船尾尾楼和尾井甲板上，以及船头附近的前井甲板这些室外空间之外，还有四个主要空间供三等舱乘客使用。而三个房间都很简朴，着重于易维护和卫生。
餐厅位于F甲板上，实际上是以水密隔舱隔开的两个房间。它总共有100英尺长，可以同时容纳473人。和三等舱的其他部分一样，餐厅也按性别分开：前厅是留给家庭和单身女性的，后厅是留给单身男性的。从2号和3号锅炉房延伸出的烟道分别部分占据了这两个房间，将其分成了4个部分。有些区域嵌有松木镶板，除此之外，只有用白色珐琅漆涂的钢，上面挂着宣传白星航運其他船只的海报。尽管如此，还是有一些舒适的、独立式的木椅，房间里也有舷窗映射着明亮的光。
在尾楼甲板下面有两个乘客聚集的空间，一个是靠右舷的通用室，另一个是靠左舷的三等舱吸烟室。其都布置了朴素的白漆松木镶板墙、油毡地板和用来休憩的长木凳。吸烟室是男性专属的区域，这里拥有自己的酒吧、痰盂和与地板相连用作打牌和其他活动的桌子。
通用室是一个相当小但很受欢迎的娱乐空间，在这里男女双方可以在监护人的照看进行互动。房间里有一架钢琴，乘客们可以用自己的乐器来为派对伴奏。沉船事故当晚，这个房间里举行了一次聚会，直到晚上10点熄灯。
三等舱开放空间是D甲板上一个非常大的区域，其位于船首井甲板正下方，一直向前延伸。它可以通过两个宽楼梯自井甲板进入，或从下面通过另一组楼梯自E甲板进入。桌椅都安在两舷，正如其开放空间的名字一样，这里大多数都是开阔区域，是跳舞和社交的理想场所。这里有一个酒吧，还有许多直饮水龙头。空间的中央是封闭的运输井和2号货舱，在出发前货物通过这些舱门下降到底层甲板。这里铺着红色油毡地板，船体暴露出来的的钢漆涂着白色的珐琅，上面挂着宣传白星航運和國際商業海洋公司船只的海报。

## 传记
- Ballard, Robert D. . New York: Warner Books. 1987. ISBN 978-0-446-51385-2.
- Beveridge, Bruce. . The History Press. 2009. ISBN 978-0-7524-4626-4.
- Tibballs, Geoff. . Carlton Press Ltd. 1997. ISBN 0-89577-990-0.